# Tälttak

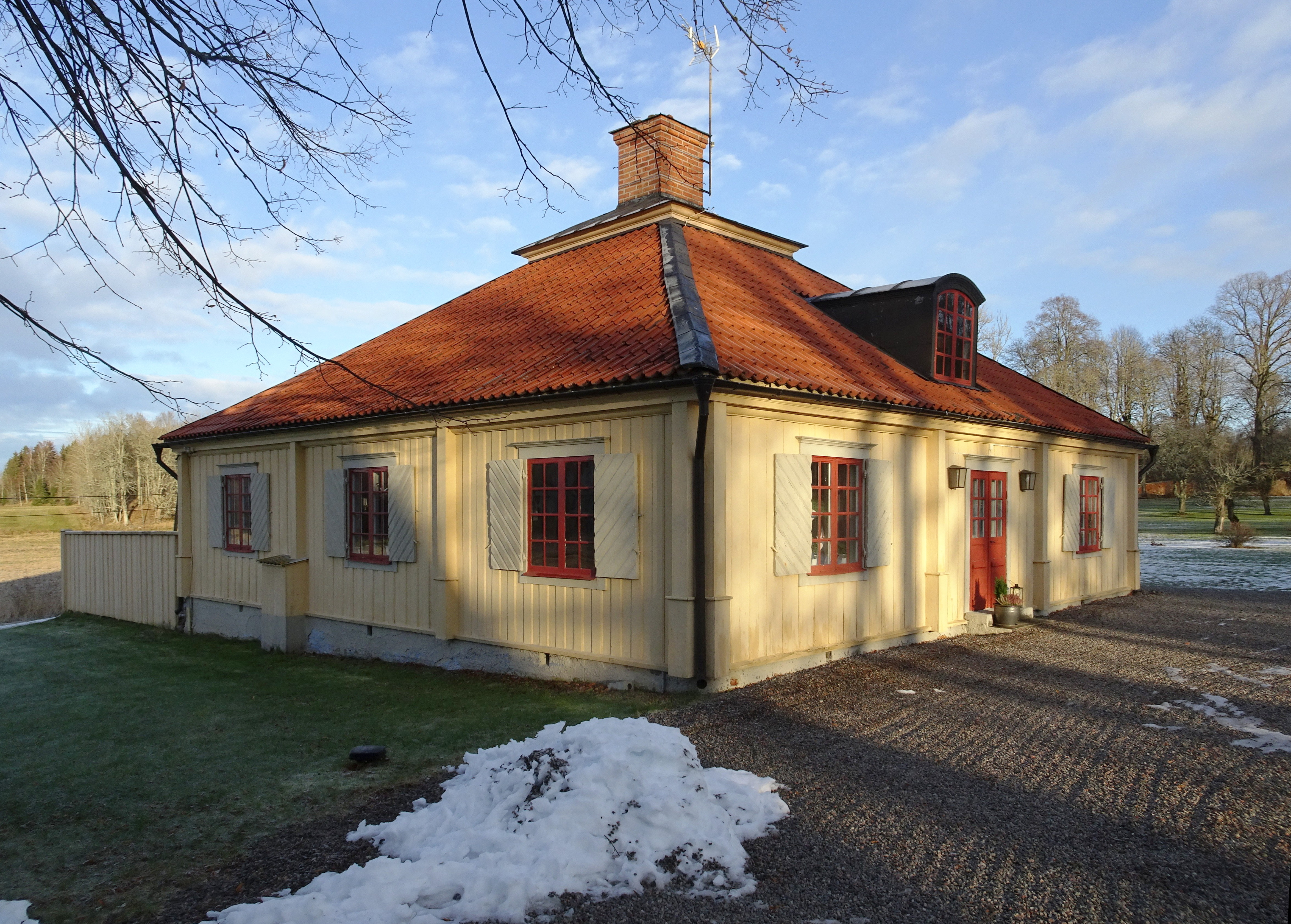
Pyramidtak på Måstenas flygelbyggnad.

Ett tälttak eller pyramidtak är ett pyramidformigt yttertak med tre eller flera triangulära takfall, vanligen fyra, som möts upptill i en spets. Taket har ingen eller mycket kort nock. Kyrktorn täcks ofta av tälttak.